# دم‌کرکی ماداگاسکار
دم‌کرکی ماداگاسکار (نام علمی: Sarothrura insularis) نام یک گونه از سرده دم‌کرکی است.